# Foundation for Animal Use and Education
Foundation for Animal Use and Education er et program iværksat af American Animal Welfare Foundation i 1991 for at støtte og fremme ansvarligt brug af dyr. Det skulle samtidig modvirke dyreretsekstremister.
| Forening eller organisation | Spire Denne artikel om en forening eller organisation er en spire som bør udbygges. Du er velkommen til at hjælpe Wikipedia ved at udvide den. |